# Henry Seymour Conway

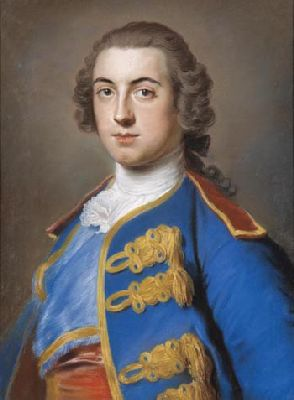
Henry Seymour Conway

Hon. Henry Seymour Conway PC (* 12. August 1719 in Chelsea; † 9. Juli 1795 in Park Place, Remenham, Berkshire) war ein britischer General und Staatsmann.

## Leben
Henry Seymour Conway war der zweite Sohn von Francis Seymour-Conway, 1. Baron Conway und seiner dritten Frau Charlotte Shorter. Er ging 1732 aufs Eton College und war seit dieser Zeit eng mit seinem Cousin Horace Walpole befreundet. Am 19. Dezember 1747 heiratete er Lady Caroline Campbell, die Tochter von John Campbell, 4. Duke of Argyll. Aus der Ehe ging eine Tochter, Anne Seymour Damer, hervor.

## Militärische und Politische Laufbahn

### Beginn der militärischen Karriere
Conway trat 1737 als Lieutenant in Molesworth’s Regiment of Dragoons ein. Als Captain-Lieutenant nahm er am Österreichischen Erbfolgekrieg teil. Des Weiteren war er auch an der Schlacht von Culloden 1746 zur Niederschlagung der Jakobiten-Revolte beteiligt.

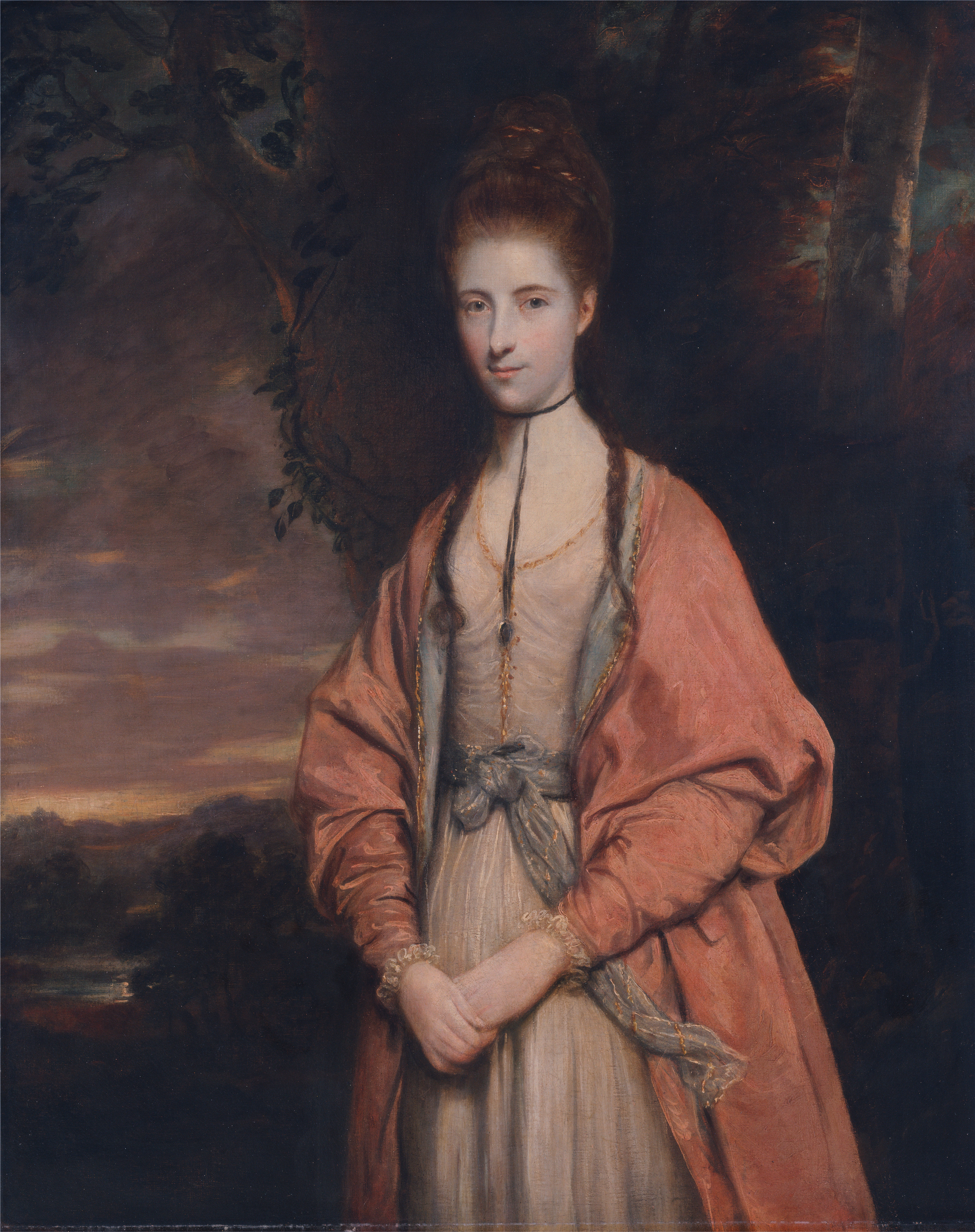
Conways Tochter, die Bildhauerin Anne Seymour Damer (* 8. November 1749; † 28. Mai 1828)

Bei der Schlacht bei Lauffeldt im Juli 1747 entkam er nur knapp dem Tode und wurde von den Franzosen gefangen genommen aber ein paar Tage später wieder auf Bewährung freigelassen. Im Juli 1749 trat er dem 34th Regiment of Foot in Cumberland bei und diente 1751 in einer Garnison auf Menorca. Er war von 1751 bis 1754 Colonel des 13th Regiment of Dragoons.

### Beginn der politischen Karriere
Conway wurde 1741 als Abgeordneter für das County Antrim ins irische House of Commons gewählt und hatte dieses Mandat bis 1768 inne. Parallel wurde er im Dezember 1741 auf Empfehlung von Sir Robert Walpole als Abgeordneter für Higham Ferrers ins britische House of Commons gewählt. 1747 wurde er für Penryn und 1754 für St Mawes gewählt. Er wurde am 12. März 1755 Major-General.
Im April 1755 wurde er unerwarteterweise von William Cavendish, dem neuen Lord Lieutenant of Ireland, zum Chief Secretary for Ireland ernannt. Im Oktober 1755 nahm er schließlich seinen Sitz für County Antrim im Irish House of Commons ein. Es wurde gehofft, dass er den Konflikt in der irischen Politik zwischen dem Unterhaussprecher Henry Boyle, 1. Earl of Shannon und dem Erzbischof von Armagh, George Stone, und auf der Gegenseite und John Ponsonby lösen könne: Letztendlich erzielte er einen Kompromiss mit dem First Newcastle Ministry, in dem Boyle zum Earl of Shannon erhoben wurde und John Ponsonby Unterhaussprecher wurde. Conway wurde 1757 Lord of the Bedchamber.

### Siebenjähriger Krieg

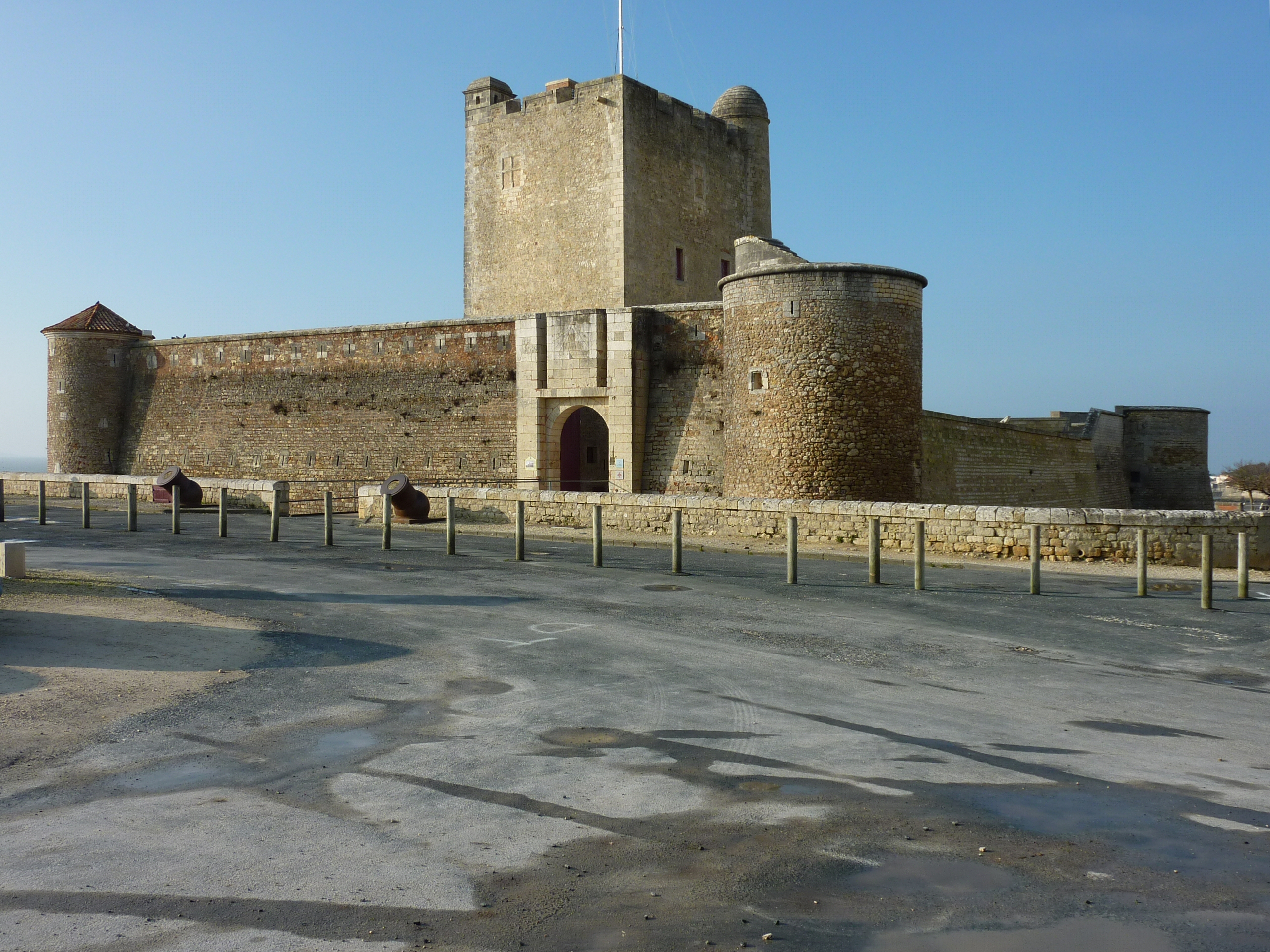
Fort de Fouras

Conway war 1757 der zweithöchste britische Offizier beim Angriff auf Rochefort und forderte wiederholtermaßen eine Attacke auf Fort de Fouras, aber seine Kollegen stimmten letztlich nur einem nächtlichen Angriff zu, der scheiterte. Schließlich kam die Expedition nach Portsmouth zurück, ohne irgendetwas erreicht zu haben. Obwohl der verantwortliche Befehlshaber John Mordaunt vom Kriegsgericht freigesprochen wurde, hat die Affaire das Ansehen beider geschädigt. Als Folge weigerte sich König George II., Conway für die Kampagnen von 1758 einzusetzen. Er bekam bis zur nächsten Regierung keine Missionen, mit der Ausnahme eines kurzen Einsatzes 1759, um ein Abkommen zum Austausch von Kriegsgefangenen in Sluys zu unterzeichnen. Am 21. April 1759 wurde er Colonel der 1st Royal Dragoons und am 25. August 1759 wurde er zum Lieutenant-General befördert.
Im Jahr 1761 war er in Deutschland Stellvertreter von John Manners, Marquess of Granby, dem britischen Kommandeur der Armee, die von Ferdinand von Braunschweig-Wolfenbüttel geführt wurde. Bei der Schlacht bei Vellinghausen im Juli 1761 kommandierte er ein Kommando, das in der Mitte der Linie war aber nicht angriff. Er nahm im Juni 1762 auch an der Schlacht bei Wilhelmsthal teil, und nahm im darauffolgenden Monat Schloss Waldeck ein. Nachdem im November 1762  der vorläufige Friedensvertrag in Fontainebleau unterzeichnet worden war, überwachte er den Rückzug der britischen Truppen aus Europa, die dann im März 1763 nach England zurückkehrten.

### Fortsetzung der politischen Karriere
Conway wurde im April 1761 wieder ins britische House of Commons gewählt, diesmal für den Wahlkreis Thetford, und am 4. Juli 1761 wurde er ein Mitglied des britischen Privy Council. Als Seniormitglied der Rockingham-Faktion der British Whig Party widersprach er 1763 der königlichen Verurteilung des Reformisten John Wilkes. Deshalb wurde er seiner Ämter als Groom of the Bedchamber and als Colonel der 1st Royal Dragoons enthoben. Dies führte zu der Veröffentlichungen von Anschuldigungen und Gegenanschuldigungen in Pamphleten, da man fürchtete, die Regierung wolle die Armee von ihren politischen Gegnern befreien.
Im Juli 1765 wurde er Leader of the House of Commons, dazu bekam er das Amt des Secretary of State for the Southern Department mit Charles Watson-Wentworth, 2. Marquess of Rockingham, bevor er im Mai 1766 Secretary of State for the Northern Department wurde, was er bis zu seinem Rücktritt im Januar 1768 blieb. In diesen Ämtern setzte er sich für eine moderate Politik gegenüber den amerikanischen Kolonien ein, unterstützte den Repeal des Stamp Act 1765 und sprach sich gegen die Steuerpolitik des Chancellor of the Exchequer Charles Townshend aus.

### Rückkehr zum Militärdienst

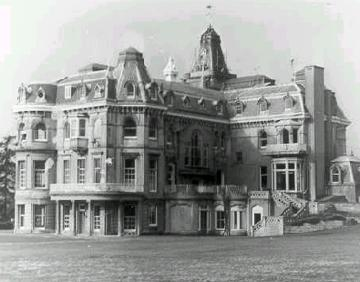
Park Place

Nach seinem Rücktritt im Januar 1768, kehrte Conway zum Militär zurück und wurde am 26. Mai 1772 General und am 22. Oktober 1772 Lieutenant-Governor von Jersey. Er blieb eine wichtige Persönlichkeit im House of Commons und setzte sich gegen den britischen Versuch ein, die amerikanische Revolte zu unterdrücken. Er bekam dafür eine Kabinettsposition und im März 1782 das Amt des Oberbefehlshabers der britischen Armee (Commander-in-Chief of the Forces) in der neuen Rockingham-Regierung. Seine politische Karriere endete 1784, als er seinen Parlamentssitz wegen seiner Opposition zur neuen Regierung von William Pitt dem Jüngeren verlor. Danach fokussierte er sich auf seine militärischen Verantwortungen und behielt seinen Posten als Oberbefehlshaber bis zu seiner vollkommenen Pensionierung im Januar 1793. Er wurde am 18. Oktober 1793 zum Feldmarschall befördert. Am 9. Juli 1795 starb er in seinem Anwesen Park Place in Berkshire.